# Јекатерина Бордачјова
Јекатерина Бордачјова (таџ. Екатерина Бордачёва, рус. Екатерина Бордачёва, романизовано Ekaterina Bordachyova; Душанбе, 17. мај 2003) таџикистанска је пливачица, олимпијка и вишеструка национална рекордерка, чија ужа специјалност су спринтерске трке слободним стилом.

## Спортска каријера
Јекатерина је дебитовала на међународним пливачким такмичењима на сениорском првенству света у Квангџуу 2019, где је остварила пласмане на 46. место у трци на 50 леђно и 86. место у трци на 100 слободно. Две године касније учествовала је и на светском првенству у малим базенима у Абу Дабију, где је испливала националне рекорде у тркама на 50 и 100 метара слободним стилом. 
Учествовала је и на првенствима света у Будимпешти 2022. и Фукуоки 2023. године.
На светском првенству у Дохи 2024. такмичила се у две дисциплине. Трку на 50 слободно завршила је на 80. месту, док је у трци на 50 м делфин остварила пласман на 45. место у конкуренцији 58 такмичарки. 
Захваљујући специјалној позивници наступила је на Летњим олимпијским играма у Паризу 2024, где је пливала у квалификацијама трке на 50 метара слободним стилом. Наступила је у четвртој квалификационој групи где је пливала у стази 2, и са временом од 28.85 секунди заузела је пето место у својој квалификационој групи, односно укупно 53. место у конкуренцији 79 такмичарки.